# Хепаторенални синдром
Хепаторенални синдром (ХРС) је по живот опасно здравствено стање које карактерише брзо погоршање функције бубрега код особа са цирозом јетре или фулминантном инсуфицијенцијом јетре. Хепаторенални синдром је обично фаталан осим ако се не изврши трансплантација јетре . Неки третмани, као што је дијализа, могу повећати преживљавање пацијената. 
Синдром може да утиче на особе са цирозом (без обзира на узрок), тешким алкохолним обољењем јетре или фулминантном инсуфицијенцијом јетре и обично се јавља када се функција јетре брзо погорша услед акутне повреде, интоксикације, инфекције, крварења у гастроинтестиналном тракту или након злоупотребе диуретичких лекова. Стање је релативно честа компликација цирозе и јавља се код 18% пацијената са цирозом у року од једне године од постављања дијагнозе и код 39% пацијената са цирозом у року од пет година од постављања дијагнозе. 
Сматра се да погоршање функције јетре изазива промене у спланхничкој циркулацији , односно доводу крви у трбушне органе, као и да мења проток и тонус крвних судова у бубрезима . Отказивање бубрега је последица ових промена, чак и ако бубрези изгледају без структурних оштећења и на макроскопском и на микроскопском нивоу: у ствари, бубрези настављају нормално функционисање након трансплантације јетре. Дијагноза хепатореналног синдрома се заснива на лабораторијским тестовима. 
Описана су два облика хепатореналног синдрома: "тип 1" који укључује брзо прогресивно опадање бубрежне функције, и "тип 2" повезан са асцитесом (акумулација течности у абдомену ) који се не побољшава упркос примени стандардних диуретичких лекова. Ризик од смрти код хепатореналног синдрома је веома висок: код типа 1 она је већа од 50% у кратком року. 
Једина опција дугорочног лечења је трансплантација јетре. Док чекају на трансплантацију, болесници са синдромом често примају друге третмане који побољшавају абнормалности крвних судова, укључујући терапију лековима подршке или уметање трансјугуларног интрахепатичног портосистемског шанта (ТИПС), што је мали шант који може да смањи крвни притисак у циркулацији портала . Неким пацијентима може бити потребна хемодијализа да би се подржала функција бубрега, или новија техника која се зове дијализа јетре која омогућава да се токсичне супстанце са којима се јетра нормално уклони из крви.

## Историја
Прве извештаје о отказивању бубрега код особа са хроничним обољењем јетре пријавили су крајем 19. века Фридрих фон Фрерихс и Остин Флинт.  Међутим, хепаторенални синдром је дефинисан као акутна бубрежна инсуфицијенција која се јавила након операције на билијарном систему.  Синдром је убрзо поново повезан са узнапредовалом болешћу јетре  и, 1950. године, клинички су га дефинисали као болест повезана са системским хемодинамским абнормалностима и коју карактерише висок морталитет .  Хекер и Шерлок су посебно идентификовали да особе погођене синдромом имају веома ниско излучивање натријума у урину и смањен протеин у крви . Мураи Епстајн је био први који је окарактерисао спланхничку вазодилатацију и реналну вазоконстрикцију као главне хемодинамске промене код пацијената са синдромом. 
Функционална природа бубрежне инсуфицијенције у болести (која је демонстрирана студијама) показују да се бубрези трансплантирани од пацијената са хепатореналним синдромом враћају у функцију код новог домаћина.  Ово је довело до хипотезе да је синдром резултат системског стања, а не бубрежне болести. Први систематски покушај да се дефинише хепаторенални синдром направио је 1994. године од стране  групе стручњака за хепатологију. Новија историја синдрома укључивала је открића различитих вазоактивних медијатора који изазивају промене у протоку крви карактеристичне за ово стање. 

## Епидемиологија
Пошто већина особа са хепатореналним синдромом има цирозу, велики део епидемиолошких података потиче од популације са цирозом. Стање је прилично уобичајено: око 10% људи примљених у болницу са асцитесом има синдром.  Ретроспективна студија пацијената са цирозом лечених терлипресином сугерише да је 20% акутне бубрежне инсуфицијенције код пацијената са цирозом узроковано хепатореналним синдромом „тип 1“, а 6,6% „тип 2“.  Процењује се да ће 18% особа са цирозом и асцитесом развити синдром у року од једне године од дијагностиковања цирозе, а 39% ових особа ће га развити у року од пет година.  Идентификована су три независна фактора ризика за развој хепатореналног синдрома код пацијената са цирозом: величина јетре, активност ренина у плазми и концентрација натријума у серуму.   
Неки пацијенти без цирозе јетре развијају хепаторенални синдром са инциденцом од приближно 20%, што је показано у студији пацијената са алкохолним хепатитисом.  

## Класификација
Хепаторенални синдром је посебан узрок бубрежне инсуфицијенције који погађа особе са цирозом јетре или, ређе, са фулминантном инсуфицијенцијом јетре .  Стање укључује сужење бубрежних крвних судова и проширење судова у спланхничкој циркулацији која перфузира црева .  Класификација хепатореналног синдрома идентификује две категорије бубрежне инсуфицијенције, тип 1  и  тип 2; оба се јављају код субјеката који имају или цирозу или фулминантну инсуфицијенцију јетре. У обе категорије , погоршање бубрежне функције се квантификује повећањем нивоа креатинина у крви или посматрањем смањеног клиренса креатинина у урину . 

### Хепаторенални синдром  тип 1
Хепаторенални синдром "тип 1" карактерише брзо прогресивно затајење бубрега, дефинисано вредношћу креатинина у серуму (удвостручавање од почетне вредности на вредности веће од 2,5 мг /дЛ) у периоду краћем од 2 недеље. Прогноза за особе са  типом 1  је посебно лоша, са стопом морталитета већом од 50% након месец дана .  Пацијенти генерално имају хипотензију и може им бити потребна терапија лековима за побољшање снаге контракције срчаног мишића ( инотропни лекови ) или други лекови за одржавање крвног притиска ( вазоконстриктори ). 

### Хепаторенални синдром  тип 2
Насупрот томе,  тип 2  има спорији почетак и напредовање. Дефинише се повећањем нивоа креатинина у серуму који постаје већи од 133 ммол/Л (1,5 мг/дЛ) или клиренсом креатинина мањим од 40 мЛ/мин са натријумом у урину мањим од 10 µмол/Л. 
Медијан преживљавања је око шест месеци, ако се не изврши трансплантација јетре . Сматра се да је "тип 2" повезан са порталном хипертензијом (повећан притисак у циркулацији порталне вене), која почиње развојем течности у абдомену ( асцитес ). Како клиничка слика напредује, асцитес постаје отпоран на диуретичку терапију , јер бубрези више нису у стању да елиминишу довољно натријума. Већина људи са "типом 2" има асцитес отпоран на диуретике пре него што дође до погоршања функције бубрега. 

## Патофизиологија
Сматра се да је бубрежна инсуфицијенција код хепатореналног синдрома последица промене тонуса крвних судова у бубрезима.  Преовлађујућа теорија (тзв. „ теорија недовољног пуњења “) је да су крвни судови у бубрежној циркулацији сужени због проширења крвних судова у спланхничкој циркулацији (која перфузира црева). То је због фактора који ослобађају болест јетре.  Азот оксид и друге вазоактивне супстанце  су могући фактори одговорни за вазодилатацију спланхничких крвних судова у случајевима цирозе.  Последица овог феномена је смањење „ефикасне“ запремине крви коју детектује јукстагломеруларни апарат, што доводи до лучења ренина и активације ренин-ангиотензин система, који одређују вазоконстрикцију системских крвних судова, а посебно, бубрежних.  Међутим, овај ефекат није довољан да се супротстави вазодилатацији у спланхничкој циркулацији, што доводи до упорног „ недовољног пуњења “ бубрежне циркулације и погоршања ситуације, што резултира бубрежном инсуфицијенцијом. 
Студије које су истраживале ову теорију су показале да постоји опште смањење системског васкуларног отпора код хепатореналног синдрома, али да феморална и бубрежна мерења фракционог минутног волумена делују повећана, односно смањена, што сугерише да је спланхничка вазодилатација имплицирана у бубрежној инсуфицијенцији. 
Претпоставља се да су многе вазоактивне хемикалије укључене у посредовање системских хемодинамских промена, укључујући атријални натриуретски пептид  , простациклин , тромбоксан А2  и ендотоксин .  Поред тога, примећено је да примена лекова за сузбијање спланхничке вазодилатације (као што су орнипресин [  терлипресин [  октреотид [  доводи до побољшања гломеруларне синдромне функције код пацијената , пружајући додатне доказе да је спланхничка вазодилатација кључни елемент у његовој патогенези.
Теорија „ недовољног пуњења“ укључује активацију система ренин-ангиотензин-алдостерон , што доводи до повећане апсорпције натријума из бубрежних тубула (назива се „авидна ретенција натријума“) посредована алдостероном , који делује на минералокортикоидне рецепторе у дисталном увијеном тубулу.  Сматра се да је ово даљи кључни корак у патогенези асцитеса код пацијената са цирозом. 

## Клиничка слика
Оба типа хепатореналног синдрома деле три главна сценарија: оштећена функција јетре, промене у циркулацији и бубрежна инсуфицијенција. Пошто ови феномени не представљају нужно симптоме у раним стадијумима болести, особама са хепатореналним синдромом се дијагностикује њихово стање на основу абнормалних лабораторијских тестова. Већина људи који развију овај синдром имају цирозу и могу имати њене знакове и симптоме , који могу укључивати жутицу , измењен ментални статус , смањен капацитет исхране и присуство асцитеса .  Посебно, асцитес отпоран на употребу диуретичких лекова је карактеристичан за „тип 2“. Олигурија , што је смањење запремине урина , може се јавити као последица затајења бубрега . Међутим, неке особе са хепатореналним синдромом настављају да производе нормалну количину урина. 

## Дијагноза
Како може постојати много узрока затајења бубрега код особа које имају цирозу или фулминантну инсуфицијенцију јетре, тешко је разликовати хепаторенални синдром од других стања која изазивају бубрежну инсуфицијенцију код пацијената са узнапредовалом болешћу јетре. Као резултат тога, предложено је неколико критеријума за помоћ у дијагнози. 
Главни критеријуми су: 
- обољење јетре са порталном хипертензијом,
- бубрежна инсуфицијенција,
- одсуство шока,
- присуство инфекција,
- недавно лечење лековима који утичу на бубрежну функцију
- губитак течности,
- одсуство продуженог побољшања бубрежне функције упркос примени 1,5 литара физиолошког раствора интравенозно,
- одсуство протеинурије,
- ултразвук
- опструкција бубрега .

Мањи критеријуми су следећи: 
- смањено излучивање урина (мање од 500 мЛ дневно),
- ниска концентрација натријума у урину,
- осмолалност урина већа од оне у крви,
- одсуство црвених крвних зрнаца у урину.
- концентрација натријума у серуму мања од 130 ммол/Л.

Многе друге болести бубрега су повезане са обољењем јетре и морају се искључити пре постављања дијагнозе хепатореналног синдрома. Појединци са пререналном инсуфицијенцијом немају оштећење бубрега, али, као и они са синдромом, имају дисфункцију бубрега због смањеног дотока крви у бубреге. Штавише, слично хепатореналном синдрому, стање пре инсуфицијенције изазива стварање урина који има веома ниску концентрацију натријума. Међутим, за разлику од синдрома, преренална инсуфицијенција реагује на лечење интравенским течностима, што доводи до смањења серумског креатинина и повећаног излучивања натријума.  Акутна тубуларна некроза ( АТН) укључује оштећење бубрежних тубула и може бити компликација код особа са цирозом, због примене лекова потенцијално штетних за развој артеријске хипотензије. Због оштећења тубула, бубрези захваћени акутном тубуларном некрозом обично нису у стању да реапсорбују већи део натријума. Као резултат тога, АТН се може разликовати од хепатореналног синдрома на основу лабораторијских тестова: особе са АТН ће имати много веће нивое натријума у урину од оних са хепатореналним синдромом. Међутим, то није увек тачно у случају пацијената са цирозом. 
Неке вирусне инфекције јетре, укључујући хепатитис Б и хепатитис Ц, такође могу довести до упале гломерула бубрега.  Остали узроци бубрежне инсуфицијенције код особа са обољењем јетре су: токсичност лека (посебно гентамицин ) или контрастна нефропатија, узрокована интравенском применом контрастног медијума који се користи за медицинске имиџ тестове . 

## Превенција
Ризик од смрти код хепатореналног синдрома је веома висок, па се стога значајан нагласак ставља на идентификацију пацијената потенцијално изложених ризику од развоја синдрома и његову превенцију. Пошто су инфекција (нарочито спонтани бактеријски перитонитис) и гастроинтестинално крварење честе компликације код особа са цирозом и такође су чести узрочни фактори синдрома, лечење укључује рану специфичну идентификацију и лечење пацијената са цирозом са овим компликацијама у превентивне сврхе.  Захваљујући неким терапијским стратегијама, асцитес се може спречити. Међутим, треба избегавати агресивну употребу диуретичких лекова. Поред тога, многи лекови који се користе или за лечење компликација цирозе (као што су неки антибиотици ) или за друга стања могу изазвати довољно оштећење функције бубрега да доведу до хепатореналног синдрома код пацијената са цирозом.  Штавише, велика запремина дренаже постигнута парацентезом , која се састоји од уклањања асцитичне течности из абдомена помоћу игле или катетера за ублажавање симптома, може изазвати промене у хемодинамици довољне да изазову развој синдрома и, стога, ово треба избегавати код особа које су у опасности. Истовремена инфузија албумина може избећи циркулаторну дисфункцију која се јавља након парацентезе и на тај начин спречити хепаторенални синдром.  Насупрот томе, код субјеката са напетим асцитесом, претпоставља се да уклањање течности може побољшати функцију бубрега смањењем притиска на бубрежне вене . 
Појединци са асцитесом који се манифестују спонтаном инфекцијом (дефинисаним као спонтани бактеријски перитонитис или СБП) су посебно високог ризика за развој синдрома.  Код субјеката са ПБС, рандомизовано контролисано испитивање је показало да интравенска примена албумина током првог и трећег дана хоспитализације смањује и стопу бубрежне инсуфицијенције и стопу морталитета. 

## Терапија

### Трансплантација јетре
Дефинитивни третман за хепаторенални синдром је ортотопска трансплантација јетре , све друге терапије се могу користити као припремне за трансплантацију.  Иако је трансплантација јетре далеко најбоља доступна опција, показало се да је смртност чак 25% у току првог месеца након трансплантације.  Утврђено је да су особе са синдромом које су показале велику дисфункцију јетре (квантификовано као МЕЛД скор већи од 36)  као изложене највећем ризику за рану смртност након трансплантације јетре.  Даље погоршање функције бубрега, чак и након трансплантације, показано је у неколико студија, али се чини да је то пролазно и сматра се да је узроковано узимањем лекова који су токсични за бубреге, посебно имуносупресива , као што су циклоспорин и такролимус , за које се зна да погоршавају функцију бубрега.  Дугорочно, функција бубрега код особа са хепатореналним синдромом који су примили трансплантацију има тенденцију да се опорави у скоро свим случајевима, а студије показују да су трогодишње стопе преживљавања сличне онима којима је трансплантирана јетра из других разлога. 
Док се чека трансплантација јетре, могу се применити друге стратегије за очување бубрежне функције: оне укључују употребу интравенских инфузија албумина , давање лекова (посебно аналога вазопресина , који производе спланхничку вазоконстрикцију), интервенцијске радиолошке процедуре за смањење притиска у порталној вени, дијализу и дијализу јетре . 

### Медицикаментна терапија
Неколико студија показује значајно побољшање функције бубрега код пацијената са хепатореналним синдромом повећањем запремине плазме интравенским албумином  .  Количина албумина која се даје је 1 грам по килограму телесне тежине првог дана, након чега следи 20 до 40 грама наредних дана.  Конкретно, студије су показале да је третман самим албумином инфериоран у односу на лечење другим лековима у комбинацији са њим. Већина студија евалуације пре трансплантације укључује терапије које користе албумин у комбинацији са другим медицинским или процедуралним третманима. 
Мидодрин је лек алфа-агонист , а октреотид је пептидни аналог соматостатина , хормона укљученог у регулисање тонуса крвних судова у гастроинтестиналном тракту. Лекови су системски вазоконстриктори и инхибитори спланхничке вазодилатације, респективно, и нису показали корисност када се користе појединачно у лечењу хепатореналног синдрома.  Међутим, студија на 13 пацијената са синдромом показала је значајно побољшање у функцији бубрега када су ова два коришћена заједно (са мидодрином датим орално и октреотидом датим субкутано и оба дозирана у складу са крвним притиском), са три пацијента која су преживела стање.  Друга нерандомизована, опсервациона студија пацијената са хепатореналним синдромом лечених субкутаним октреотидом и оралним мидодрином није показала повећање 30-дневног преживљавања. 
За орнипресин , вазоконстриктор, утврђено је, у неким студијама, да је користан у побољшању функције бубрега код пацијената са хепатореналним синдромом,  али је његова употреба ограничена јер може изазвати тешку исхемију у важним органима .  Терлипресин је аналог вазопресина , за који се показало да побољшава бубрежну функцију код пацијената са хепатореналним синдромом што резултира мањом инциденцом исхемије.  Једна критика свих ових терапија лековима је да је функција бубрега, а не смртност, коришћена као мера исхода. 
Остали агенси који су проучавани за лечење хепатореналног синдрома укључују: пентоксифилин ,  ацетилцистеин  и мисопростол .  Докази за све ове терапије су засновани или на серији случајева или, у случају пентоксифилина , на подацима екстраполираним из подгрупе пацијената лечених од алкохолног хепатитиса. 

### Интервентни третмани
Трансјугуларни интрахепатични портосистемски шант ( ТИПС ) укључује декомпресију високих притисака присутних у порталној циркулацији уметањем малог стента између порталне вене и хепатичне вене . Ово се ради преко катетера, радиолошки вођених , који се пролазе у хепатичну вену или кроз унутрашњу југуларну вену или заједничку феморалну вену . Теоретски, сматра се да смањење порталног притиска преокреће хемодинамске феномене који на крају доводе до развоја хепатореналног синдрома. Показало се да поступак побољшава функцију бубрега код пацијената са хепатореналним синдромом.  Компликације ТИПС-а за лечење синдрома укључују погоршање хепатичне енцефалопатије (пошто процедура укључује присилно стварање портосистемског шанта , ефективно заобилазећи способност јетре да обрађује токсине ), неуспех да се постигне адекватно смањење притиска на порталу, и. 
Дијализа јетре (екстракорпорална дијализа) служи за уклањање токсина из циркулације, обично додавањем другог кола дијализе који садржи мембрану направљену од албумина . Ова техника је већ дала добре резултате, али је још увек у развоју. 
Терапија замене бубрега ( хемодијализа ) може бити потребна за лечење особа са хепатореналним синдромом које чекају трансплантацију јетре, иако стање пацијента може да диктира који се модалитети користе.  Употреба дијализе, међутим, не доводи до опоравка или очувања бубрежне функције код пацијената са хепатореналним синдромом и, у суштини, користи се само да би се избегле компликације услед бубрежне инсуфицијенције док не дође до трансплантације. Код пацијената који су подвргнути хемодијализи , такође се може приметити повећан ризик од смртности услед хипотензије , иако је потребно спровести адекватне студије. Као резултат тога, улога терапије замене бубрега код пацијената са синдромом остаје нејасна. 

## Прогноза
Прогноза за пацијенте ХРС је често лоша, а нелечени пацијенти имају изузетно кратко преживљавање.  Показало се да је тежина болести јетре главна детерминанта исхода болести. 